# Жекулина, Аделаида Владимировна
Аделаида Владимировна Жекулина (девичья фамилия Евреинова, 5 января 1866 г., Курская губерния, Российская империя — 25 февраля 1950 г., Брюссель, Бельгия) — российский педагог, общественный деятель. Основательница Киевской женской гимназии и Вечерних Высших женских курсов

## Биография
Родилась 5 января 1866 года в имении Борщень Суджанского уезда Курской губернии. Была девятым и последним ребёнком в семье Владимира Ивановича Евреинова и Аделаиды Федоровны Полторацкой. Её мать умерла после родов, когда Аделаиде было десять дней. Младенца взяла на воспитание бездетная тетя, богатая помещица Орешкова. Супруги Орешковы позаботились о её счастливом детстве. Они очень боялись туберкулёза и защиты здоровья проводили все зимы в Италии, Швейцарии и на юге Франции. В Петербург из своего имения они переехали тоже ради Аделаиды — там она поступила в частную гимназию. Как тогда было принято, у девочки были бонны-швейцарки и две гувернантки: француженка и англичанка. Безупречное знание иностранных языков потом неоднократно помогало ей в жизни, а характер позволял находить и поддерживать полезные связи.
Замуж вышла в 17 лет. Её мужем стал Сергей Иванович Жекулин (1855—1906), влиятельный помещик и предводитель дворянства Суджанского уезда, интересовавшийся вопросами современной жизни. Для своей молодой жены он построил в имении школу для деревенской молодёжи, где Аделаида Владимировна некоторое время преподавала. Этой деятельности мешала почти непрерывная беременность: от 10 родов родилось 12 детей, в том числе дважды девочки-близнецы, умершие в детском возрасте.

## Киевский период
Многодетная семья жила в своем имении до революции 1905 года, когда имение было сожжено. После этого семья переехала в Киев. В 1906 году умер её муж, и молодая вдова была вынуждена искать способ заработка, чтобы содержать семью.
Основала в Киеве частную женскую гимназию, а в 1905 году и Вечерние Высшие женские курсы
Во время Первой мировой войны руководила госпиталем, открыла для беженцев несколько школ. По её замыслу в здании можно было объединить все звенья женского образования: от детского сада, подготовительных классов и гимназии до вечерних курсов. Учебное заведение быстро приобрело широкую популярность. Здание гимназии существует в Киеве до настоящего времени, расположено на ул. Сечевых Стрельцов (ранее Артёма), дом 27 (ранее Большая Подвальная 36, позже Львовская 27). Сегодня это здание школы № 138.
Кроме педагогической деятельности, Аделаида Владимировна была активным членом партии кадетов, а во время Первой мировой войны — членом Всероссийского Союза земств и городов (Согор) и на свои деньги устроила больницу для раненых солдат.
Когда в 1919 году большевики заняли Киев, имя Аделаиды Жекулиной оказалось в списке к расстрелу. Семья была вынуждена бежать на юг. Из Киева матери не удалось вывезти младшего сына, 19-летнего гимназиста Глеба, который был арестован как заложник и вместе с другими гимназистами-заложниками расстрелян во дворе гимназии.
На юге Аделаида Владимировна стала свидетелем эвакуации белых из Крыма. Когда она покинула родину, ей было 55 лет, она покидала семь могил своих детей и старшую дочь Нину (в первом браке Оболенская, во втором — Корнийчук), решившей не уезжать из Москвы. Из Жекулинского молодого поколения эмигрировали сын Николай и дочери Наталья, Ирина и Вера.

## В эмиграции
Оказавшись в 1919 году в Константинополе, Аделаида Владимировна немедленно начала организовывать помощь детям и молодёжи. Вместе со своими друзьями и сотрудниками Петром Дмитриевичем Долгоруковым и Петром Петровичем Юреневым, ей удалось найти средства и открыть гимназию с общежитием и столовой для молодёжи.
Благодаря знакомству с чехом Вацлавом Гирсой, бывшим главным врачом одной из киевских больниц, который во время войны занимал ведущее место в чехословацком корпусе, а затем был назначен заместителем министра иностранных дел Чехословакии, ей удалось включить полный состав учащихся Константинопольской гимназии, семей в список Чехословацкой государственной акции помощи беженцам. В декабре 1920 года из Константинополя выехали первые транспорты, к началу января 1921 г. был осуществлен переезд около 600 человек в город Моравска-Тршебова.
Аделаида Владимировна недолго жила в районе Розтоки под Прагой, а затем стала одной из первых жительниц Профессорского дома. Благодаря международным контактам и знанию иностранных языков, её часто приглашали изучать школьное дело за границей и участвовать в конференциях. При поддержке Рокфеллеровского фонда она побывала в США. О своих поездках и впечатлениях Аделаида Жекулина читала доклады и публиковала статьи в разных педагогических журналах, прежде всего в «Русской школе за границей». Её интересовала практическая сторона организации школьного дела, иностранный опыт она применяла в Праге. Жекулина сама в школе уже не преподавала, но воспитала надежных последовательниц, работавших в русских детских садах, на подготовительных курсах и в русских гимназиях.
Аделаида Жекулина стала главой Культурно-просветительского отдела Согор, почётным членом Союза русских студентов, главой Пражского педагогического бюро, членом редакции журнала «Русская школа за границей» и одной из основоположниц Российского педагогического института им. И. Я. Коменского. Она также была неизменным председателем Общества заботы о русских детях.
Ключевую роль сыграла она и в создании летних колоний для детей, называвшихся Жекулинскими. Первая такая колония была организована в 1935 году, а последняя в 1944-м.
В 1949 году переехала в Бельгию к своей дочери Вере Сергеевне, где и умерла 25 февраля 1950 года.